# 김병노
김병노(金秉魯, 1896년 8월 26일 ~ ?)는 대한민국의 국회의원이다.

## 학력
- 평양고등보통학교사범과졸업

## 경력

### 국회의원이외의 경력
- 춘천고등보통학교교사
- 함흥고등보통학교교사
- 함흥삼공합자회사대표
- 춘천사범학교장
- 춘천여자중고등학교장
- 춘천고등학교장
- 강원도교육회장

### 국회의원 경력
- 대한민국의 제5대 참의원 : 민주당(강원도 제2부)